# Вац/Обервац
Вац / Обервац (нем. Vaz/Obervaz) — коммуна в Швейцарии, в кантоне Граубюнден, округа Альбула. Включает деревни Лайн, Мульдайн, Цортен, Ленцерхайде, Вальбелла, Нивайгл, Фусо, Трантермойра, Шпортц, Тгантейни, Сартонс, Кройсен, Оберзойлис.
Официальный код — 3506.

## География
В действительности не существует города с названием Вац / Обервац. Лайн, Мульдайн и Цортен образуют регион Обервац, известный под таким названием до 1943 года. Вац / Обервац протянулся от коммуны Парпан на севере до деревни Альвашайн и коммуны Ланч-Ленц на юге; от горы Парпанер Роторн на востоке до низовья Альп Пиц Скалотта, Дани, Штэтцерхорн. На южном склоне горы Крап ла Пала местность ступенчато уходит вверх и обрывается к реке Альбуна. Разница между высшей (2865 м — гора Парапанер Роторн) и низшей (700 м) точками ландшафта велика. Главные города расположены на высоте 1200 м, а курортный Ленцерхайде — 1500 м.
Общая площадь муниципалитета на 2006 год составила 42.5 км2, что делает его крупнейшим в кантоне Граубюнден. 42 % территории отведены под сельскохозяйственные угодья, 39,4 % занимают леса, 6,2 % населены человеком, 12,4 % составляют горы и реки.

## История
Обервац заселили люди во времена Каролингов (750—910 годы). В 831 году в своде о налогах Реции упоминаются Лайн, Мульдайн и Цортен с их церквями. Приблизительно в 840 году местность в документах названа villa Vazzes. Рядом с церковью Св. Доната обнаружены среди прочих находок предметы римского периода.
Муниципалитет Вац / Обервац входил в состав владений баронов Вац — правящего аристократического рода, существовавшего в 1135—1338 годах, что доказывают исторические бумаги. Согласно документу 1253 года они имели во владении земли в немецком Линцгау.
Наиболее представительными членами династии считаются Вальтер IV и Донат фон Вац. Дочери Доната вышли замуж за влиятельных представителей своего времени: Кунигунда сочеталась браком с Фридрихом фон Тоггенбургом, Урсула после смерти отца вышла за Рудольфа фон Верденберга. Через эти браки произошло наследование рода Вац.
В 1456 Вац / Обервац купил собственную независимость, заплатив 3600 гульденов за наследственные права Урсулы обедневшему графу Верденбергу и 600 гульденов (или 11000 франков) за землю.
В последующие века территория отличалась успешным развитием, демократичностью и свободой. После конфликта за обладанием лесистыми районами в 1487 году и убийства Вацами 12 овец, селиться на данном участке запрещалось до 1788 года. Лишь в период Тридцатилетней войны (1618—1648) на эти земли вернулись беды и разорение, с имперскими войсками пришла чума. Болезнь выкосила деревни, а деревушка Шалль у горы Пиц Данис с народом вальсер опустела и лишь недавно вновь была заселена.

## Население

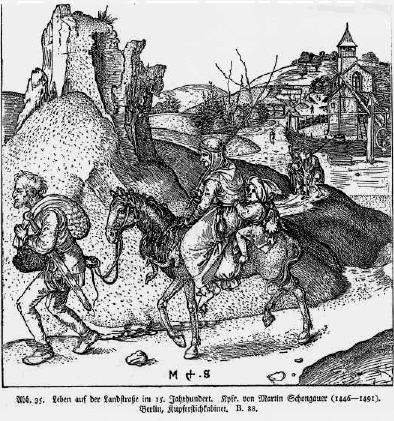
Ениши в XV веке. Гравюра Мартина Шонгауэра

Население составляет 2716 человек (на 31 декабря 2006 года). За последние 10 лет численность населения сократилась на −2.8 %. До 1900 года местные жители занимались сельским хозяйством, и их численность на протяжении веков оставалась практически неизменной. Ениши считают Обервац родиной, кочевали и торговали товарами вразнос, но слабо влияли демографию. Наибольшая смертность зафиксирована в 1892—1905 годах: 115 фермеров, 2 торговца, 1 литейщик колокола. Ениши продолжают жить в Оберваце, в других районах Швейцарии, некоторые ениши следуют национальной традиции и живут в вагончиках. В Швейцарии словом «вазер» называли всех енишей или цыган, что зафиксировано в «Исторической энциклопедии Швейцарии». Ениши хорошо интегрированы и обижаются, если их называют цыганами.
Долгое время местность была населена рециями. Ениши заселили эти края в XVIII веке. В 2002 году 13,5 % населения оказались приезжими, из которых 2,16 % назвали своим родным языком португальский.

## Язык
На территории Вац / Обервац говорят на романшском и немецком языках. Енишский язык считается региональным языком, на котором говорят в кругу семьи и с кочующими енишами. Согласно данным 2000 года самым распространённым является немецкий язык (82,1 %), затем следует романшский (9,0 %), замыкает ряд португальский язык (2,2 %).

## Религия
Население преимущественно исповедует католицизм. Протестантская церковь насчитывает около 700 прихожан. В Оберваце 8 католических церквей, в Ленцерхайде стоит одна протестантская церковь. По данным 2000 года, 63,0 % населения (1694 человека) относятся к римско-католической церкви, 24,3 % (655 человек) — к Евангелическо-реформатской церкви Швейцарии, 1,60 % (43 человека) исповедуют православие, 0,19 % (5 человек) — относятся к другим ветвям христианской конфессии, 1,67 % (45 человек) придерживаются ислама, 5,17 % (139 человек) называют себя агностиками или атеистами, 3,42 % (92 человека) не ответили на вопрос.

## Фотографии

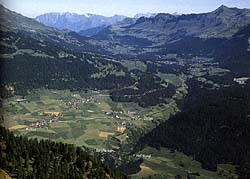
Обервац
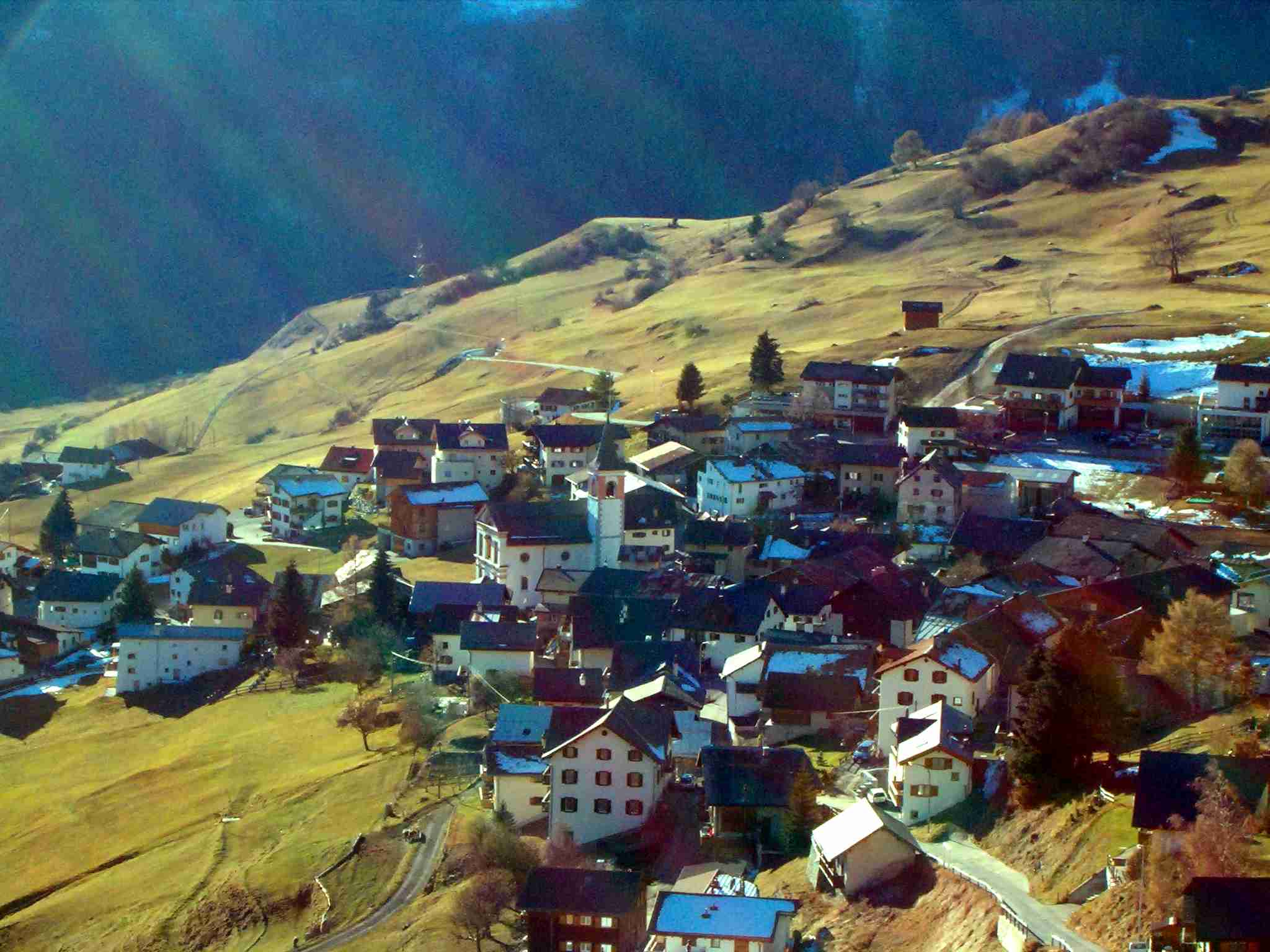
Лайн
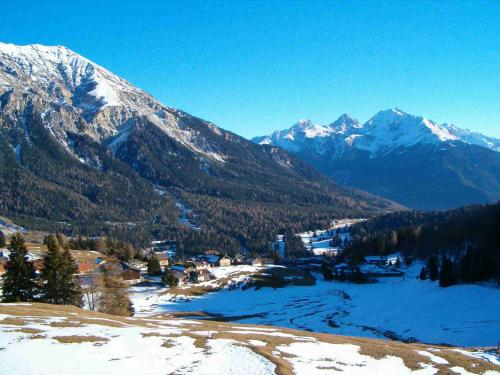
Ленцерхайде
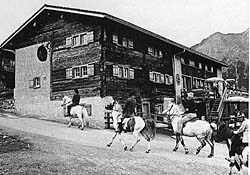
Шпорц
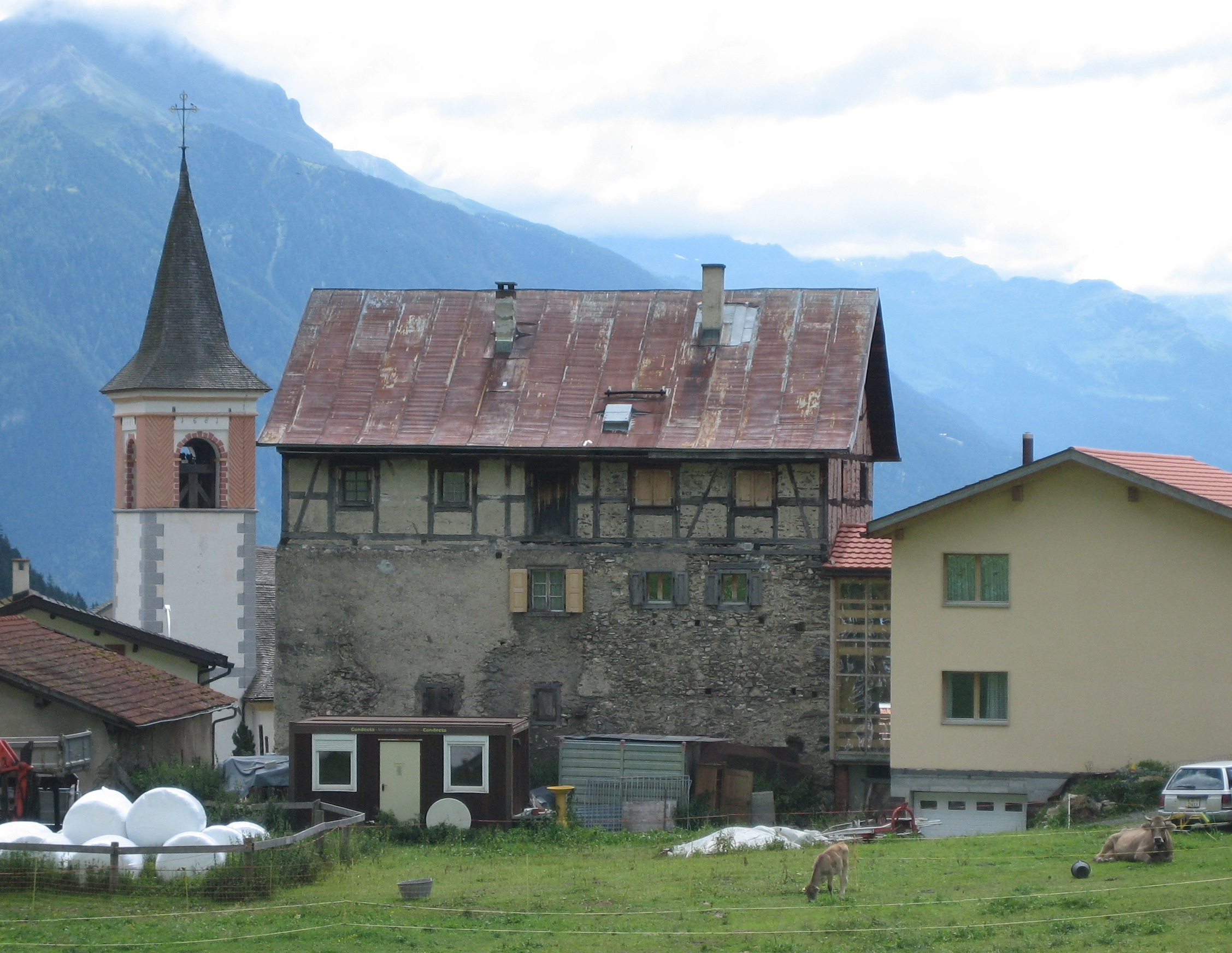
Дом в Мульдайне
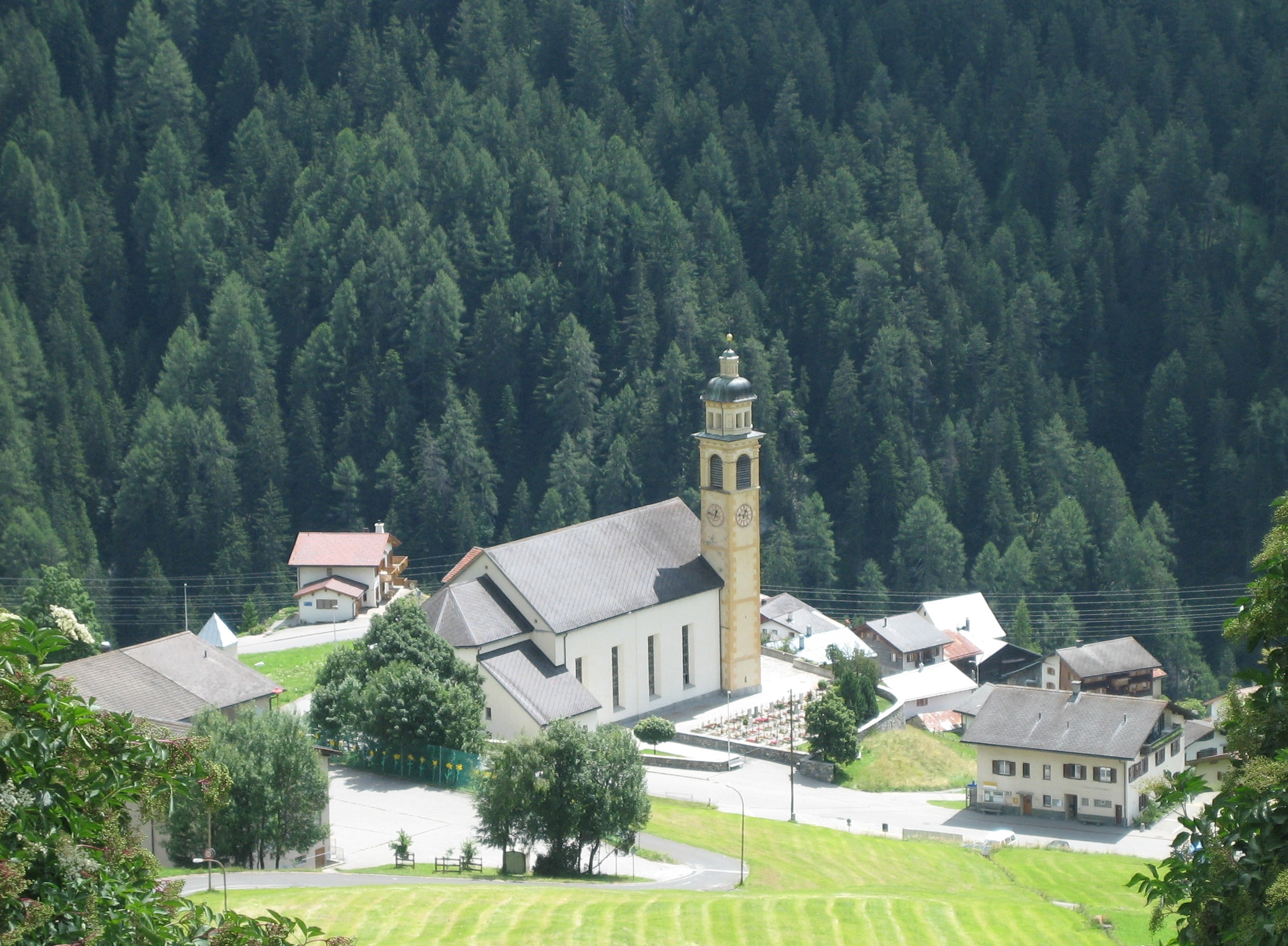
Церковь в Цортен